# Wambo
Wambo est un client propriétaire de messagerie instantanée, téléchargeable gratuitement (graticiel).
Il permet de communiquer avec des personnes rencontrées sur le Web, par l’intermédiaire d’une fenêtre de chat privée accessible en cliquant sur un lien. L’utilisateur peut insérer ce lien dans ses profils sur les sites de son choix, pour que les visiteurs ayant accès à cette information puissent chatter directement avec lui, sans avoir à installer quoi que ce soit. Wambo permet d’autre part d’inviter ses contacts personnels à participer à des discussions individuelles et de groupe, avec partage de fichiers et de médias. 

## Histoire
Wambo Inc. est une société née de Perenety, une société fondée en 2005 par trois Français issus de l'École Polytechnique et de l'École centrale Paris — qui se sont rencontrés à l'université Stanford : Xavier Casanova, Arnaud Tellier et Guillaume Thonier. 
Leur premier produit est connu sous le nom de Shooter, un programme de messagerie similaire à Wambo. En décembre 2006, à l’occasion de la sortie du nouveau programme, Perenety changea de nom pour donner naissance à Wambo. Depuis février 2007, Wambo est entré dans le marché des chat widgets, avec la Wambo chatbox.